# الثغر الجماني في ابتسام الثغر الوهراني
الثغر الجماني في ابتسام الثغر الوهراني من أبرز مؤلفات أحمد بن سحنون الراشدي وقام بتحقيقة المؤرخ المهدي البوعبدلي بعد أن كان مجرد مخطوط .
يدخل كتاب الثغر الجماني في ابتسام الثغر الوهراني في دائرة اهتمام الباحثين والطلاب المهتمين بالدراسات التاريخية؛ حيث يقع كتاب الثغر الجماني في ابتسام الثغر الوهراني ضمن نطاق تخصص علوم التاريخ والفروع ذات الصلة من الجغرافيا والآثار وغيرها من التخصصات الاجتماعية.
إذ يتطرق لفترة مهمة لبايلك الغرب حيث إنتقلت عاصمته من معسكر لوهران حيث شهدت المدينة جلاء الإسبان منها للأبد عام 1792م 